# 聯合國國家公園
14°29′54″N 90°36′37″W / 14.49833°N 90.61028°W
聯合國國家公園是危地馬拉的國家公園，位於該國中部瓜地馬拉省，距離首都瓜地馬拉市21公里，處於阿馬蒂特蘭湖以北，面積4.9平方公里。